# Rathaus Rieden (Hausen bei Würzburg)

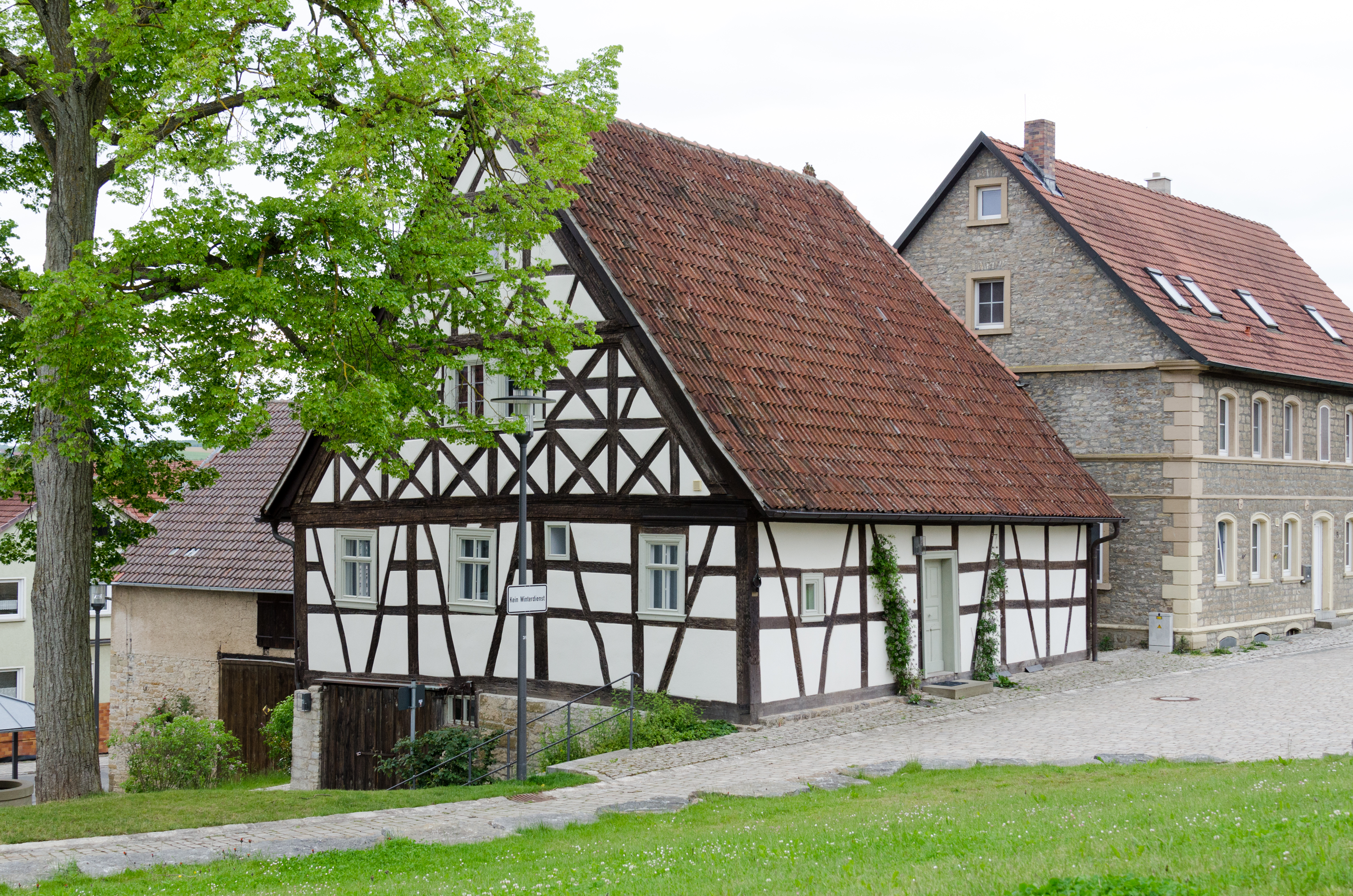
Ehemaliges Rathaus in Rieden

Das Rathaus in Rieden, einem Ortsteil der Gemeinde Hausen bei Würzburg im unterfränkischen Landkreis Würzburg in Bayern, wurde 1686 errichtet. Das ehemalige Rathaus mit der Adresse Am Pranger 1 ist ein geschütztes Baudenkmal. 
Der eingeschossige Fachwerkbau, der bis 1731 Sitz des Centgerichtes Eichelberg war, hat einen massiven Bruchsteinsockel und ein Satteldach mit östlichem Halbwalm.